# Mikey Graham

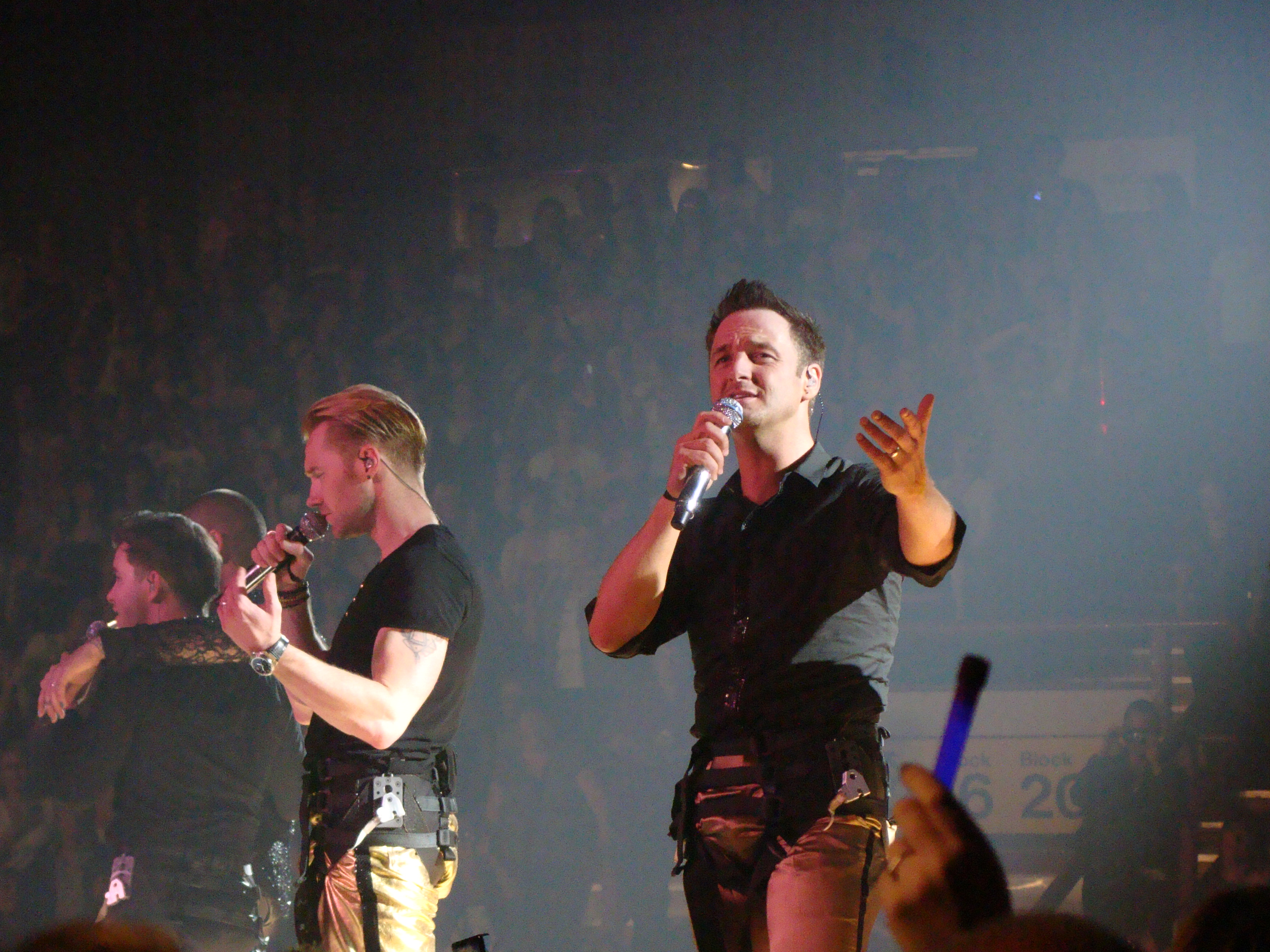
Graham mit Ronan Keating

Michael Christopher Charles Graham (* 15. August 1972 in Dublin) ist ein irischer Sänger.

## Lebenslauf
Graham wurde im August 1972 in der irischen Hauptstadt Dublin geboren. 1993 trat er der irischen Erfolgsband Boyzone bei. Mit dieser Band feierte Graham 1998 seinen größten Hit mit No Matter What (das Lied aus dem Musical Whistle Down the Wind von Andrew Lloyd Webber).
2000 trennte sich die Band und Graham veröffentlichte sein erstes Album Meet Me Halfway mit 13 selbst komponierten Werken.
2008 ging die Band wieder auf große Tour in Großbritannien. 2010 nahm er an der fünften Staffel der Eiskunstlaufshow Dancing on Ice teil.

## Familie
Am 30. April 1996 kam seine Tochter Hannah zur Welt; von ihrer Mutter Sharon Keane trennte Graham sich später. An seinem Geburtstag im Jahr 2004 heiratete er Karen Corradi.